# Fontaine de la Rotonde
A fontaine de la Rotonde (fonten dö lá rotond), vagyis a Rotonda-szökőkút a franciaországi Aix-en-Provence-ban 1860-ban megnyitott szökőkút, a város legnagyobb díszkútja. A városközpont tengelyét képező cours Mirabeau (kursz Mirabo) út elején (illetve nyugati végén) helyezkedik el.

## Leírása
Az építmény a Charles de Gaulle-ról elnevezett téren áll (place du Général de Gaulle), melyet általában csak Rotonda térnek (place de la Rotonde) neveznek. A központi fekvésű kör alakú téren folyamatos a gépkocsiforgalom, de a 19. század közepén itt még a város bejárata volt. 
A szökőkutat Théophile de Tournadre mérnök tervezte, és 1860-ban nyitották meg. Az építmény teljes átmérője 41 méter, központi része 12 méter magas. A kör alakú alsó medence átmérője 32 méter, a magasabban fekvő kisebbik medencéé 15 méter; a 8 méter átmérőjű felső medencét egy helyi műhelyben öntötték.
Az építmény tetején egy talapzaton három, allegorikus női alakot ábrázoló márványszobor áll, egymásnak háttal. A különböző irányba néző „három grácia” Aix-en-Provence egy-egy fontos tevékenységét jelképezi, és mindegyik más-más szobrász alkotása. Az igazságszolgáltatást jelképező alak a város főútja, a cours Mirabeau felé néz (ahol az igazságügyi palota áll), a mezőgazdaságot jelképező alak Marseille felé, a képzőművészetet jelképező alak Avignon felé néz. Mindhármat helyi születésű művész készítette: az elsőt Joseph Marius Ramus (1805–1888), a másodikat Louis-Félix Chabaud (1824–1902), a harmadikat Hippolyte Ferrat (1822–1882).
Az alsó medence körül hat, egyenként négy tonna súlyú, oroszlánpárt ábrázoló bronz (bronz borítású öntöttvas) szobrot helyeztek el. Kissé feljebb a medencét hattyúkon lovagló gyerekek szobrai, még feljebb állatfejeket ábrázoló vízköpőfigurák és ornamensek díszítik, ezek mind François Truphème (1820–1888) alkotásai. A vasláncokkal körbevett kút folyamatosan működik és éjszakára díszkivilágítást kap.

## Története
Nagyjából ugyanezen a helyen a 18. században is volt már egy szökőkút, melyet később megszüntettek. Az 1770-es években ugyanis lebontották a provence-i grófok egykori palotáját és a hozzá tartozó római kori építményeket. A törmelékből töltötték fel később a cours Mirabeau alacsonyabban fekvő nyugati részét. Eredetileg egy nagy obeliszket terveztek a szökőkút helyére, ez jelezte volna a város bejáratát. A Rotonde néven ismert teret 1840–1850 között alakították ki és a téren 1860 őszén nyitották meg a szökőkutat, melyet akkor még a Verdon folyó vize táplált.
1854-től a város vízellátását – és 1860-tól a szökőkútét is – a Verdonból kiinduló Zola-csatorna (vagy Aix-i-csatorna) biztosította, bár ennek vize sem bizonyult elegendőnek. 1875-re elkészült a Verdon-csatorna is, és a kettő együtt látta el Aix városát, míg üzembe nem helyezték az új Provence-csatornát (Canal de Provence) az 1960-as években.
1909-ben Provence-ot erős földrengés rázta meg, és az építmény is megsérült, a helyreállítást 1911-ben (vagy 1912-ben?) végezték. 